# Janne Da Arc
Janne Da Arc（ジャンヌダルク）は、日本のヴィジュアル系ロックバンド。1996年結成。所属芸能事務所はアップライズ・プロダクト。かつての所属レコード会社はエイベックス・エンタテインメントで、所属レーベルはavex trax内のmotorod。略称は「ジャンヌ」「JDA」。かつての公式ファンクラブは「〜マドモアゼルなあなた達〜」。2019年解散。

## メンバー
| 名前  | 本名     | パート                       | 生年月日               | 出身地       |
| ----- | -------- | ---------------------------- | ---------------------- | ------------ |
| yasu  | 林保徳   | ボーカル、作詞、作曲、編曲   | 1975年1月27日（50歳）  | 大阪府枚方市 |
| you   | 津田豊   | ギター、作詞、作曲、編曲     | 1974年7月24日（51歳）  | 兵庫県神戸市 |
| ka-yu | 松本和之 | ベース、作詞、作曲、編曲     | 1975年1月21日（50歳）  | 大阪府枚方市 |
| kiyo  | 非公開   | キーボード、作詞、作曲、編曲 | 1974年6月27日（51歳）  | 大阪府枚方市 |
| shuji | 末松秀二 | ドラムス、作詞               | 1974年11月21日（50歳） | 兵庫県神戸市 |

## バンドの歩み
大阪府枚方市で結成。前身は同じ中学校にいたyasu、ka-yu、youの3人と他2人の同級生で結成された「結膜炎」というバンド。その後ka-yuが脱退、バンド名も「インターセクション」に改めた（「インターセクション」の由来はX JAPAN（当時はX）のXがクロスしているので「交差点」を英語にしたことから）。その後は「オキャンティーズ」と再び改名。ka-yu以外のメンバーが枚方西高校に進学、高校2年生頃にkiyoが加入。高校3年生頃にバンド名が「Janne Da Arc」になる。高校卒業後に当時のベーシストが脱退、結膜炎時代はギターだったka-yuがベースとして再加入する。1996年にはドラマーが脱退、同じ高校出身で元より親交のあったshujiに加入を依頼し、受け入れた。
1996年5月9日、現在のメンバーでの活動を開始。地元のライブハウスである枚方BLOW DOWNを拠点に活動していた。インディーズ時代には、X JAPANを意識したかのような派手なメイクをしていた。これは、Janne Da Arcの前身バンドの「結膜炎」がX JAPANのコピーバンドであったからという説があるが、yasu自身のインタビューによると、「バンドの恰好をヴィジュアル系っぽくすれば、ライブハウスの動員が増える」という魂胆と、もともとDEAD ENDの音楽性に大きく影響を受けていたことが理由である。youとkiyoはメイクをすることに抵抗感を持っていたため、yasuやka-yuと比べると比較的薄めのメイクで活動していたが、メジャーデビューの頃にはむしろ一番メイクにこだわるようになっていた。shujiはメイクに抵抗は無かったが、かといって好きではなかったと語っている。
1998年2月22日に初のワンマンライブ。4月に初のミニアルバム、『Dearly』をリリース。その一年後の1999年2月22日には赤坂BLITZで二千人ほど動員するまでになる。ブレイクの一因は、テレビ番組「Break Out」に出演したことにあるが、同番組主催のオムニバスCDへの参加を辞退した結果、交換条件として以降のインディーズ作品（『Resist』（1998年12月）及び『CHAOS MODE』（1999年3月））を「Break Out」のマーク付きで出すことになった。
1999年5月19日に、シングル「RED ZONE」で、エイベックスからメジャーデビュー。デビュー当時の触れ込みは「ヴィジュアル系バンドの最終兵器」。卓越した演奏技術とメロディアスな楽曲が好評を得る。メジャーデビュー後、人気上昇と共にだんだんメイクが薄くなっていき、現在では一般的なヴィジュアル系のイメージはあまりない（yasuは自身のソロで、やや派手なファッションに回帰した）。本人達は、DVDの副音声等で「他の人に何言われようがずっと自分達はヴィジュアル系って言おう」と言っている。
デビュー当時はファンの大半が女性だったが、「2002 tour GAIA」の頃から男性ファンが増え始め、「tour 2003 ANOTHER STORY」でさらに増え、ついには男性限定ライブ「男尻Night」を行う様になった。2008年現在では、男性ファンが5割近くを占めている（オリコンのリサーチなどの情報より）。
2004年10月から、テレビアニメ『ブラック・ジャック』のオープニングテーマとして「月光花」が使用され、知名度が上昇する。累計30万枚を超える大ヒットを記録し、『ミュージックステーション』にも出演した。
2005年9月14日には、韓国でアルバム『JOKER』が発売され、海外進出も果たした。
2007年1月26日に、オフィシャルサイト上で、現在のメンバーで結成10年を迎えた節目の新企画として、バンド活動と並行し、それぞれのソロ活動もしていくと発表した。
2019年3月31日、「Janne Da Arcは大切だし、比較するものではないかもしれないが、どちらかを選べと言われればJanne Da Arcよりも大事にしたいものが見つかった」という決断によりka-yuが脱退、所属事務所を退社。
2019年4月1日、公式ウェブサイト上でka-yuの脱退、及びJanne Da Arcの解散が発表された。

## 略歴
- 1996年
  - 5月9日、ドラム、shujiが加入し、現在のメンバーに。
- 1998年
  - 4月17日、初のミニアルバム、『Dearly』をリリース。
- 1999年
  - 4月27日、大阪メルパルクホールにてインディーズラストライブを行った。
  - 5月19日、「RED ZONE」でメジャーデビュー。
- 2001年
  - リリースラッシュスタート。1月31日7thシングル「Dry?」発売。2月28日に2ndアルバム『Z-HARD』を発売。3月に3rdDVD『FATE or FORTUNE Live at BUDOKAN』発売。4月には、2ndアルバム『Z-HARD』からのリカットシングル「NEO VENUS」発売。7月25日から『出会い』『恋愛』『別れ』をテーマとするシングル3部作の第1部「seed」、10月に第2部「シルビア」、12月に第3部「feel the wind」を発売。計シングル5作、アルバム1枚、DVD1作をリリースした。
- 2002年
  - 1月23日、『出会い』『恋愛』『別れ』をテーマとするシングル3部作を収録した3rdアルバム『GAIA』を発売。バンド初のTOP10入りを果たす。
  - 8月、12thシングル「Shining ray」でシングル初のTOP10入り。
  - 9月7日、日本武道館にて通算100回目のライブ「INFINITY」を行った。
  - 12月30日、続く101回目のライブは、Janne Da Arcの原点である枚方BLOW DOWNで行った。
- 2003年
  - 2月13日、コンセプトアルバム『ANOTHER STORY』と、ボーカルyasuが執筆した、同アルバムの世界観を描いた小説「ANOTHER STORY」を同時発売。週間アルバムオリコンチャート第4位にランクインした。
  - 7月から約2ヶ月半にわたって全国34カ所のライブハウスをまわるツアー"DAZE"を行った。
  - 8月21日、大阪BIG CATにて男性限定のライブ「男尻Night（ダンジリナイト）」を行った。
  - 10月4日、新宿リキッドルームでも同様のライブを行う。
  - 11月18日、廃校となる大阪府立枚方西高等学校でシークレットライブを行う。
- 2004年
  - リリースラッシュ第2弾スタート。2か月連続リリースで、3月24日に17thシングル「FREEDOM」を、4月7日に18thシングル「Kiss Me」を発売。さらに、デビュー5周年記念3週連続リリースで、5月19日に19thシングル「DOLLS」を、5月26日に20thシングル「ROMANC∃」を、6月2日に21stシングル「BLACK JACK」を発売。7月7日には5thアルバム『ARCADIA』と19thシングル「DOLLS」の再発を同時発売。9月29日にはDVD『ARCADIA CLIPS』を発売。11月17日には22ndシングル「Love is Here」を発売。計シングル6枚、アルバム1枚、DVD1枚とリリースラッシュを繰り広げた。
  - 5月1日、渋谷公会堂にてジャンヌダルクのコピーバンド大会を行う。
  - 5月、枚方西高等学校でのシークレットライブを題材にした映画『HIRAKATA』が公開される。
  - 7月、5thアルバム『ARCADIA』が、オリコン週間売上2位となり、自己最高位を記録する。
- 2005年
  - 3月27日、インディーズ時代から憧れていた大阪城ホールで凱旋ライブ。
  - 4月、ロングセラーとなったシングル「月光花」が累計30万枚突破。
  - 10月、キーボードのkiyoがブログ「kiyo風呂」を始める。初めはテスト的に、そしてマネージャーを通して更新していたが、今では彼ひとりで更新、画像の編集、トラックバックの管理などもしているという。一つの記事を書くのにかかる時間は大体3時間とラジオで語っていた。話題は豊富で音楽、グルメ、スイーツ、天体、お笑いと多岐に渡る。月間100万アクセスを誇る人気ブログとなり、2006年には書籍化もされている。
- 2006年
  - 2月8日、25thシングルの「振り向けば…/Destination」リリース。
  - 5月9日、10年前の同日に現メンバー初のライブを行った難波ロケッツで「10th Anniversary Special Live」を行った。
  - 5月10日、26thシングルの「HEAVEN/メビウス」リリース。
  - 5月20日、さいたまスーパーアリーナで現メンバーになって10周年を記念するライブを行った。
  - 5月31日、SHIBUYA-AXにて行われたイベントPearl Drums 60th Anniversary Super Live ROUND 1 ROCK HEROESに出演（La'cryma Christiと共演）。このイベント出演がJanne Da Arcとしてラストライブとなった。
- 2007年
  - 1月26日、「親愛なるファンの皆様へ」とバンド結成10周年を節目にソロ活動の作品発表を知らせる[5]。その後の活動については活動休止となった。
  - 2月21日、シングルコレクションアルバム、『SINGLES 2』を発売した。
- 2009年
  - 3月25日、2005年のライブDVD『tour 2005 "JOKER"』を発売。
  - 5月19日、メジャーデビュー10周年を記念し、『Janne Da Arc MAJOR DEBUT 10th ANNIVERSARY COMPLETE BOX』を発売。
- 2015年
  - 10月16日、動画配信サイトUULA及びdTVにて全ミュージックビデオの配信が開始された。
- 2018年
  - 10月、会報とモバイルからka-yu関連のコンテンツの更新もなくなり、それに伴いFCの返金を受け付け始める。
- 2019年
  - 3月31日、ka-yuが脱退、所属事務所を退社。
  - 4月1日、公式ウェブサイト上でka-yuの脱退、及びJanne Da Arcの解散が発表された。

## バンド名の由来
バンド名は歴史上のフランスの英雄ジャンヌ・ダルクからの引用と思われがちであるが、実は漫画『新デビルマン』に登場したジャンヌ・ダルクが直接の由来である。実在したジャンヌ・ダルクのスペルはエリジオンして[Jeanne d'Arc]であり、バンド名とは表記が異なる。後に彼女を題材とした曲『-救世主 メシア-』も発表している。理由は、yasu曰く「かわいそうだった」から。また、ライブをドタキャンした際にバンド名を変更することを計画した時『デビルマン』を読んでいたyasuが「すぐ変えるだろう」と考え、キャラクターの名前を使った。これにちなんで、『デビルマン』の作者永井豪が『Janne Da Arc 10th Anniversary INDIES COMPLETE BOX』のBOXのデザインを手がけている。

## その他
- yasu、you、ka-yuは同じ中学校出身であるが、通っていた小学校は3人とも別であった。中学入学してすぐにyasuとka-yuは意気投合する。youとは3年生頃に「結膜炎」結成を機に交流を深める。shujiは3人と別の中学校に通っていたが、地元のスタジオで3人と知り合っている。その後ka-yuを除く4人のメンバーは同じ高校に進学し、yasuとshujiは1年生の時に同じクラスだった。2年生になってからyasuとkiyoが同じクラスになり、yasuに誘われてバンドに入る。youは1年生の1学期で退学したため、kiyoとは校内で知り合うことがなく、またka-yuもバンド加入までkiyoとは面識がなかった。shujiとkiyoは同じクラスにこそならなかったものの、共通の友人を介し1年生の時から交流があった。
- ファンの事は「Janner」（ジャンナー）と呼ばれているが、インディーズ時代〜デビュー初期頃までの呼称は「Darcar」（ダルカー）であった。そのため、メンバー達も最初は馴染めなかったそうである。
- お笑いコンビのカンニングは、Janne Da Arcの応援リーダーとしても活動。元々、Janne Da Arcがカンニングのファンで、アルバム『ARCADIA』のCMに「とにかくキレてほしい」と出演を依頼し、その際お互い仲良くなった。kiyoは自身のブログ「kiyo風呂」で、2006年12月20日に亡くなったカンニング・中島忠幸の死を偲んだ。シングル「月光花」「ダイヤモンドヴァージン」、アルバム『JOKER』の宣伝CMには、メンバーがファンである「ダウンタウンのガキの使いやあらへんで」から「キスおばちゃん」こと浅見千代子が出演している。

## ディスコグラフィ

### シングル
|      | 発売日         | タイトル                | 規格               | 規格品番                           | オリコン | 初収録アルバム |
| ---- | -------------- | ----------------------- | ------------------ | ---------------------------------- | -------- | -------------- |
| 1st  | 1999年5月19日  | RED ZONE                | 8cmCD              | CTDR-28042                         | 15位     | D・N・A        |
| 1st  | 2001年6月20日  | RED ZONE                | 12cmCD             | CTCR-40080                         | 46位     | D・N・A        |
| 2nd  | 1999年9月22日  | Lunatic Gate            | 12cmCD             | CTCR-40011                         | 11位     | D・N・A        |
| 3rd  | 2000年1月13日  | EDEN〜君がいない〜      | 12cmCD             | CTCR-40026                         | 15位     | D・N・A        |
| 4th  | 2000年4月12日  | Heaven's Place/Vanity   | 12cmCD             | CTCR-40040                         | 25位     | D・N・A        |
| 5th  | 2000年7月26日  | will〜地図にない場所〜  | 12cmCD             | CTCR-40038                         | 19位     | Z-HARD         |
| 6th  | 2000年11月8日  | Mysterious              | 12cmCD             | CTCR-40055                         | 22位     | Z-HARD         |
| 7th  | 2001年1月31日  | Dry?                    | 12cmCD             | CTCR-40060                         | 22位     | Z-HARD         |
| 8th  | 2001年4月25日  | NEO VENUS               | 12cmCD             | CTCR-40078                         | 44位     | Z-HARD         |
| 9th  | 2001年7月25日  | seed                    | 12cmCD             | CTCR-40072                         | 20位     | GAIA           |
| 10th | 2001年10月24日 | シルビア                | 12cmCD             | CTCR-40092                         | 20位     | GAIA           |
| 11th | 2001年12月12日 | feel the wind           | 12cmCD             | CTCR-40094                         | 16位     | GAIA           |
| 12th | 2002年8月7日   | Shining ray             | 12cmCD             | CTCR-40132                         | 8位      | ANOTHER STORY  |
| 13th | 2002年11月20日 | マリアの爪痕            | 12cmCD（CCCD）     | AVCD-32001                         | 8位      | ANOTHER STORY  |
| 14th | 2003年1月16日  | 霞ゆく空背にして        | 12cmCD（CCCD）     | AVCD-32005                         | 6位      | ANOTHER STORY  |
| 15th | 2003年5月8日   | Rainy〜愛の調べ〜       | 12cmCD（CCCD）     | AVCD-32013                         | 14位     | ANOTHER STORY  |
| 16th | 2003年8月20日  | 餓えた太陽              | 12cmCD（CCCD）     | AVCD-32016                         | 7位      | SINGLES        |
| 17th | 2004年3月24日  | FREEDOM                 | 12cmCD（CCCD）     | AVCD-32029                         | 4位      | ARCADIA        |
| 18th | 2004年4月7日   | Kiss Me                 | 12cmCD（CCCD）     | AVCD-32030                         | 5位      | ARCADIA        |
| 19th | 2004年5月19日  | DOLLS                   | 12cmCD             | AVCD-32037（アンコール永続仕様盤） | 7位      | ARCADIA        |
| 19th | 2004年5月19日  | DOLLS                   | 12cmCD（CCCD）     | AVCD-32031（5万枚限定生産）        | 7位      | ARCADIA        |
| 20th | 2004年5月26日  | ROMANC∃                 | 12cmCD（CCCD）     | AVCD-32032（5万枚限定生産）        | 3位      | ARCADIA        |
| 21st | 2004年6月2日   | BLACK JACK              | 12cmCD（CCCD）     | AVCD-32033（5万枚限定生産）        | 6位      | ARCADIA        |
| 22nd | 2004年11月17日 | Love is Here            | 12cmCD+DVD（CCCD） | AVCD-32041/B                       | 3位      | JOKER          |
| 22nd | 2004年11月17日 | Love is Here            | 12cmCD             | AVCD-32042                         | 3位      | JOKER          |
| 23rd | 2005年1月19日  | 月光花                  | 12cmCD+DVD         | AVCD-32047/B                       | 2位      | JOKER          |
| 23rd | 2005年1月19日  | 月光花                  | 12cmCD             | AVCD-32048                         | 2位      | JOKER          |
| 24th | 2005年5月18日  | ダイヤモンドヴァージン  | 12cmCD+DVD         | AVCD-32051/B                       | 3位      | JOKER          |
| 24th | 2005年5月18日  | ダイヤモンドヴァージン  | 12cmCD             | AVCD-32052                         | 3位      | JOKER          |
| 25th | 2006年2月8日   | 振り向けば…/Destination | 12cmCD+DVD         | AVCD-32061/B                       | 2位      | SINGLES 2      |
| 25th | 2006年2月8日   | 振り向けば…/Destination | 12cmCD+DVD         | AVCD-32062/B                       | 2位      | SINGLES 2      |
| 25th | 2006年2月8日   | 振り向けば…/Destination | 12cmCD             | AVCD-32063                         | 2位      | SINGLES 2      |
| 26th | 2006年5月10日  | HEAVEN/メビウス         | 12cmCD+DVD         | AVCD-32071/B                       | 2位      | SINGLES 2      |
| 26th | 2006年5月10日  | HEAVEN/メビウス         | 12cmCD+DVD         | AVCD-32072/B                       | 2位      | SINGLES 2      |
| 26th | 2006年5月10日  | HEAVEN/メビウス         | 12cmCD             | AVCD-32073                         | 2位      | SINGLES 2      |

### オリジナルアルバム
|     | 発売日        | タイトル      | 規格       | 規格品番     | オリコン |
| --- | ------------- | ------------- | ---------- | ------------ | -------- |
| 1st | 2000年3月8日  | D・N・A       | CD         | CTCR-16032   | 11位     |
| 2nd | 2001年2月28日 | Z-HARD        | CD         | CTCR-18022   | 16位     |
| 3rd | 2002年1月23日 | GAIA          | CD         | CTCR-18031   | 6位      |
| 4th | 2003年2月13日 | ANOTHER STORY | CD（CCCD） | AVCD-32006   | 4位      |
| 5th | 2004年7月7日  | ARCADIA       | CD（CCCD） | AVCD-32035   | 2位      |
| 6th | 2005年6月15日 | JOKER         | CD+DVD     | AVCD-32053/B | 2位      |
| 6th | 2005年6月15日 | JOKER         | CD         | AVCD-32054   | 2位      |

### ミニアルバム
|     | 発売日        | タイトル   | 規格 | 規格品番   | オリコン |
| --- | ------------- | ---------- | ---- | ---------- | -------- |
| 1st | 1998年4月17日 | Dearly     | CD   | CTCR-16034 | 圏外     |
| 1st | 2000年3月8日  | Dearly     | CD   | CTCR-16034 | 圏外     |
| 2nd | 1998年12月5日 | Resist     | CD   | CTCR-16035 | 圏外     |
| 2nd | 2000年3月8日  | Resist     | CD   | CTCR-16035 | 圏外     |
| 3rd | 1999年3月17日 | CHAOS MODE | CD   | CTCR-18011 | 33位     |

### ベストアルバム
|     | 発売日        | タイトル        | 規格       | 規格品番                                          | オリコン |
| --- | ------------- | --------------- | ---------- | ------------------------------------------------- | -------- |
| 1st | 2003年9月18日 | ANOTHER SINGLES | CD（CCCD） | AVCD-32017                                        | 12位     |
| 2nd | 2003年9月18日 | SINGLES         | CD（CCCD） | AVCD-32018/B                                      | 8位      |
| 2nd | 2007年2月21日 | SINGLES         | CD         | AVCD-32080（2万枚限定生産スペシャル・プライス盤） | 57位     |
| 3rd | 2007年2月21日 | SINGLES 2       | CD+2DVD    | AVCD-32078/B/C（10万枚限定生産盤）                | 3位      |
| 3rd | 2007年2月21日 | SINGLES 2       | CD+DVD     | AVCD-32076/B                                      | 3位      |
| 3rd | 2007年2月21日 | SINGLES 2       | CD         | AVCD-32077                                        | 3位      |

### ボックスセット
|     | 発売日        | タイトル                                               | 規格     | 規格品番                               | オリコン |
| --- | ------------- | ------------------------------------------------------ | -------- | -------------------------------------- | -------- |
| 1st | 2006年3月15日 | Janne Da Arc 10th Anniversary INDIES COMPLETE BOX      | 3CD+DVD  | AVCD-32064/6/B（5万枚限定生産盤）      | 5位      |
| 2nd | 2009年5月19日 | Janne Da Arc MAJOR DEBUT 10th ANNIVERSARY COMPLETE BOX | 6CD+3DVD | AVCD-32133/8/B/D（初回受注限定生産盤） | 5位      |

### 映像作品
|      | 発売日         | タイトル                                                     | 規格    | 規格品番                 | オリコン |
| ---- | -------------- | ------------------------------------------------------------ | ------- | ------------------------ | -------- |
| 1st  | 2000年9月27日  | 1999 TOUR "CHAOS MODE"                                       | DVD     | CTBR-92006               |          |
| 1st  | 2005年3月24日  | 1999 TOUR "CHAOS MODE"                                       | DVD     | AVBD-32049（期間限定盤） |          |
| 2nd  | 2000年9月27日  | 5 STORIES <CLIPS & MORE>                                     | DVD     | CTBR-92011               |          |
| 3rd  | 2001年3月28日  | FATE or FORTUNE-Live at BUDOKAN-                             | DVD     | CTBR-92013               |          |
| 3rd  | 2005年3月24日  | FATE or FORTUNE-Live at BUDOKAN-                             | DVD     | AVBD-32050（期間限定盤） |          |
| 4th  | 2002年3月13日  | SIX CLIPS                                                    | DVD     | CTBR-92018               |          |
| 5th  | 2002年12月26日 | 100th Memorial Live LIVE INFINITY 2002 at 武道館             | DVD     | AVBD-32002               |          |
| 5th  | 2004年12月8日  | 100th Memorial Live LIVE INFINITY 2002 at 武道館             | DVD     | AVBD-32045（期間限定盤） |          |
| 5th  | 2006年3月1日   | 100th Memorial Live LIVE INFINITY 2002 at 武道館             | DVD     | AVBD-32067（期間限定盤） |          |
| 6th  | 2003年3月19日  | ANOTHER STORY CLIPS                                          | DVD     | AVBD-32009               |          |
| 7th  | 2003年11月12日 | SINGLES CLIPS                                                | DVD     | AVBD-32021               |          |
| 7th  | 2006年3月1日   | SINGLES CLIPS                                                | DVD     | AVBD-32068（期間限定盤） |          |
| 8th  | 2003年12月25日 | 男尻Night                                                    | DVD     | AVBD-32020               |          |
| 8th  | 2006年3月1日   | 男尻Night                                                    | DVD     | AVBD-32069（期間限定盤） |          |
| 9th  | 2004年9月29日  | ARCADIA CLIPS                                                | DVD     | AVBD-32038               |          |
| 10th | 2005年2月16日  | HIRAKATA                                                     | DVD     | AVBD-32043               |          |
| 10th | 2006年3月1日   | HIRAKATA                                                     | DVD     | AVBD-32070（期間限定盤） |          |
| 11th | 2005年7月27日  | Live 2005 "Dearly" at Osaka-jo Hall 03.27                    | 2DVD    | AVBD-32055/6             | 6位      |
| 12th | 2006年9月20日  | 10th Anniversary Special Live -OSAKA NANBA ROCKETS 2006.5.9- | DVD     | AVBD-32074               | 8位      |
| 12th | 2007年12月5日  | 10th Anniversary Special Live -OSAKA NANBA ROCKETS 2006.5.9- | DVD     | AVBD-32095（期間限定盤） | 8位      |
| 13th | 2006年9月20日  | Live 2006 DEAD or ALIVE -SAITAMA SUPER ARENA 05.20-          | DVD     | AVBD-32075               | 5位      |
| 13th | 2007年12月5日  | Live 2006 DEAD or ALIVE -SAITAMA SUPER ARENA 05.20-          | DVD     | AVBD-32096（期間限定盤） | 5位      |
| 14th | 2009年3月25日  | tour 2005 "JOKER"                                            | 2DVD    | AVBD-32131/2             | 16位     |
| 14th | 2009年3月25日  | tour 2005 "JOKER"                                            | Blu-ray | AVXD-32130               | 16位     |

### 参加作品
| タイトル                                                         | 規格 | 備考 |
| ---------------------------------------------------------------- | ---- | --- |
| サイファイハリー ORIGINAL SOUNDTRACK                             | CD   | 2000年12月6日に発売されたアニメ『サイファイハリー』のサウンドトラック。6thシングルの表題曲「Mysterious」が収録されている。              |
| DRAMATIC DRAMA THEMA SONG SELECTION                              | CD   | 2001年12月12日に発売されたオムニバス。5thシングルの表題曲「will〜地図にない場所〜」が収録されている。                                   |
| 音楽盗賊団〜アソボット戦記五九                                   | CD   | 2003年7月9日に発売されたアニメ『アソボット戦記五九』のサウンドトラック。14thシングルの表題曲「霞ゆく空背にして」が収録されている。      |
| 15年150曲 J-POP 50Hit Tracks Vol.1                               | CD   | 2003年7月30日に発売されたオムニバス。1stシングルの表題曲「RED ZONE」が収録されている。                                                  |
| ONE PIECE BEST ALBUM〜ワンピース主題歌集〜                       | CD   | 2003年7月30日に発売されたアニメ『ONE PIECE』のサウンドトラック。12thシングルの表題曲「Shining ray」が収録されている。                   |
| SINGLE HITS COLLECTION Best Of avex anime                        | 3CD  | 2003年12月17日に発売されたオムニバス。14thシングルの表題曲「霞ゆく空背にして」と、同曲のテレビサイズが収録されている。                  |
| ワンピース TV主題歌集DVD                                         | DVD  | 2004年3月17日に発売された映像作品。12thシングルの表題曲「Shining ray」のテレビサイズが収録されている。                                  |
| ヒッツ・アフター・ヒッツ！〜邦楽十年〜                           | CD   | 2004年9月15日に発売されたオムニバス。1stシングルの表題曲「RED ZONE」が収録されている。                                                  |
| ブラック・ジャック SOUND KARTE 01                                | CD   | 2005年3月24日に発売されたアニメ『ブラック・ジャック』のサウンドトラック。23rdシングルの表題曲「月光花」のテレビサイズが収録されている。 |
| TVアニメーション「妖逆門」オリジナル・サウンドトラック〜音撃符〜 | CD   | 2006年8月9日に発売されたアニメ『妖逆門』のサウンドトラック。26thシングルの表題曲「メビウス」のテレビサイズが収録されている。            |
| BLACK JACK BEST ALBUM                                            | CD   | 2006年8月30日に発売されたアニメ『ブラック・ジャック』のサウンドトラック。23rdシングルの表題曲「月光花」のテレビサイズが収録されている。 |
| ONE PIECE SUPER BEST                                             | 2CD  | 2007年3月7日に発売されたアニメ『ONE PIECE』のサウンドトラック。12thシングルの表題曲「Shining ray」が収録されている。                    |
| TVアニメーション「妖逆門」ソングコレクション                     | CD   | 2007年3月14日に発売されたアニメ『妖逆門』のサウンドトラック。26thシングルの表題曲「メビウス」のテレビサイズが収録されている。           |
| 20年200曲 コンプリートベスト コレクションボックス                | 4CD  | 2008年7月23日に発売されたオムニバス。23rdシングルの表題曲「月光花」が収録されている。                                                   |
| 卒業のうた                                                       | CD   | 2009年2月25日に発売されたオムニバス。25thシングルの表題曲「振り向けば…」が収録されている。                                              |
| 20年200曲+a LOVE ハイクオリティCD BOX                            | 5CD  | 2009年3月4日に発売されたオムニバス。23rdシングルの表題曲「月光花」が収録されている。                                                    |
| a-box NEO 〜avex Best Hit Collection〜                           | 4CD  | 2009年4月25日に発売されたオムニバス。3rdシングルの表題曲「EDEN〜君がいない〜」と、23rdシングルの表題曲「月光花」が収録されている。      |
| ONE PIECE MEMORIAL BEST                                          | 2CD  | 2010年3月17日に発売されたアニメ『ONE PIECE』のサウンドトラック。12thシングルの表題曲「Shining ray」が収録されている。                   |
| ONE PIECE 15th Anniversary BEST ALBUM                            | 3CD  | 2013年1月16日に発売されたアニメ『ONE PIECE』のサウンドトラック。12thシングルの表題曲「Shining ray」が収録されている。                   |
| ONE PIECE 20th Anniversary BEST ALBUM                            | 3CD  | 2019年3月27日に発売されたアニメ『ONE PIECE』のサウンドトラック。12thシングルの表題曲「Shining ray」が収録されている。                   |

## タイアップ一覧
| 年     | 楽曲                   | タイアップ先                                                                                     |
| ------ | ---------------------- | ------------------------------------------------------------------------------------------------ |
| 1999年 | RED ZONE               | テレビ朝日系列バラエティ番組『ネプいっ!』エンディングテーマ                                      |
| 1999年 | Lunatic Gate           | テレビ朝日系列討論バラエティ番組『ビートたけしのTVタックル』エンディングテーマ                   |
| 2000年 | EDEN〜君がいない〜     | テレビ東京系列バラエティ番組『スキヤキ!!ロンドンブーツ大作戦』エンディングテーマ                 |
| 2000年 | Heaven's Place         | テレビ東京系列リアリティ番組『ASAYAN』エンディングテーマ                                         |
| 2000年 | Heaven's Place         | アイディアファクトリー製PlayStation 2専用ゲームソフト『スカイサーファー』エンディングテーマ      |
| 2000年 | Vanity                 | アイディアファクトリー製PlayStation 2専用ゲームソフト『スカイサーファー』オープニングテーマ      |
| 2000年 | will〜地図にない場所〜 | テレビ朝日系列木曜ドラマ『つぐみへ…〜小さな命を忘れない〜』主題歌                                |
| 2000年 | Mysterious             | テレビ朝日系列アニメ『サイファイハリー』オープニングテーマ                                       |
| 2001年 | Dry?                   | 日本テレビ系列『AX MUSIC-FACTORY』AX POWER PLAY#020 テーマ・ソング                               |
| 2001年 | NEO VENUS              | カプコン製ゲームボーイアドバンス専用ゲームソフト『バトルネットワーク ロックマンエグゼ』CMソング  |
| 2001年 | seed                   | TBS系列バラエティ番組『月極ワンダフル』2001年8月度テーマ曲                                       |
| 2001年 | シルビア               | テレビ朝日系列バラエティ番組『内村プロデュース』2001年10月〜12月度エンディングテーマ             |
| 2001年 | feel the wind          | カプコン製ゲームボーイアドバンス専用ゲームソフト『バトルネットワーク ロックマンエグゼ2』CMソング |
| 2001年 | feel the wind          | TBS系列バラエティ番組『ダウンタウン・セブン』エンディングテーマ                                  |
| 2002年 | Shining ray            | フジテレビ系列アニメ『ONE PIECE』第8期エンディングテーマ                                         |
| 2003年 | 霞ゆく空背にして       | テレビ東京系列アニメ『アソボット戦記五九』第2期エンディングテーマ                                |
| 2003年 | Rainy〜愛の調べ〜      | 日本テレビ系列『AX MUSIC-TV』MUSIC BANK                                                          |
| 2004年 | Kiss Me                | 日本テレビ系列スポーツニュース『スポーツうるぐす』2004年4,5月度テーマソング                      |
| 2004年 | Love is Here           | OVA『スキージャンプ・ペア2』エンディングテーマ                                                   |
| 2005年 | 月光花                 | 日本テレビ系列アニメ『ブラック・ジャック』前期オープニングテーマ                                 |
| 2005年 | WING                   | テレビ東京系列ドラマ『GO!GO!HEAVEN!』エンディングテーマ                                          |
| 2005年 | WILD FANG              | カプコン製PS2/Windows用ゲームソフト『ロックマンX8』テーマソング                                  |
| 2006年 | 振り向けば…            | ギャガ配給映画『HIRAKATA』主題歌                                                                 |
| 2006年 | Destination            | タイトー製Xbox 360専用ゲームソフト『Over G』テーマソング                                         |
| 2006年 | HEAVEN                 | ドワンゴ『いろメロミックス』CMソング                                                             |
| 2006年 | HEAVEN                 | エイベックス・デジタル『ミュウモ』CMソング                                                       |
| 2006年 | メビウス               | テレビ東京系列アニメ『妖逆門』前期オープニングテーマ                                             |